# MIO (格闘家)
MIO（ミオ、1995年4月14日 - ）は、日本の女性キックボクサー、元シュートボクサー。大阪府大阪市阿倍野区出身。K-1 GYM SAGAMI-ONO KREST所属。初代SB日本女子ミニマム級王者。本名は西元 澪（にしもと みお）、旧姓・津村（つむら）。

## 来歴
小学2年生の時に見ていたNHKの柔道のドラマに影響され、道着姿になりたくて母親に「空手を習いたい！」とお願いしたところ、近くのキックボクシングのジムを母親が見つけて通い始めたのがきっかけ。

### シュートボクシング時代
2011年8月19日、SHOOTBOXINGでプロデビュー戦を行い、山田よう子の反則負けにより勝利を収めた。
2016年6月、及川道場からシーザージムに移籍した。

#### SB日本王座獲得
2016年11月11日、SHOOTBOXING WORLD TOURNAMENT S-cup 2016で行われた初代SB日本女子ミニマム級（48.0kg）王座決定戦でUnion朱里と対戦し、判定勝ちで王座獲得に成功した。

#### 総合格闘技挑戦
2018年9月、AbemaTV「格闘代理戦争3rdシーズン」に出場し総合格闘技に挑戦。10月に梅原拓未と対戦し2RKO勝ちするも、12月に平田樹と対戦しリアネイキドチョークで1R一本負けを喫し、トーナメント敗退となった。
2019年7月4日、自身のインスタグラムでシュートボクシングを辞めると表明。「突然のご報告となり、申し訳ありません。この度シュートボクシングを辞める事になりました。16歳でプロデビューし今までの8年間たくさんの応援ありがとうございました。関係者の皆さまにもお礼を申し上げます。」と投稿した。この発言についてシュートボクシングは「協会の一部の人間には連絡が来ていますが、事実確認中です」とした。

### K-1 WORLD GP時代
2019年8月24日、K-1 WORLD GP大阪大会に登場し、リング上で新生K-1への参戦を表明した。しかし、MIOはまだシュートボクシングとの専属契約中だったことから、シュートボクシング協会が「シュートボクシング協会とMIOは昨年あらたに書面による専属契約を交わしており、現在契約期間中であるにも関わらず主催者であるK-1関係者はもとより本人から何ら事前確認も説明もなく件のセレモニーが執り行われた事実は、プロのエンタテインメントの世界に従事する我々としては嘆息を禁じ得ず誠に遺憾であると言わざるを得ません。シュートボクシング協会と致しましては今回の経緯と事実確認および今後の対応について顧問弁護士を通じて先方との協議を進めております」という声明を発表する事態となった。新生K-1運営はその声明を確認した後に「参戦を発表させていただきましたが、もろもろ正式にコメントできることは今日の時点ではありません」と話した。
2020年9月22日、K-1初参戦となったK-1 WORLD GP 2020 JAPAN～K-1秋の大阪決戦～で高梨knuckle美穂と対戦し判定負けを喫した。
2021年5月30日、K-1 WORLD GP 2021 JAPAN～K-1バンタム級日本最強決定トーナメント～でKrush女子アトム級王者の菅原美優とノンタイトル戦で対戦し、判定勝ち。
2021年11月20日、Krush.131でKrush女子アトム級（45.0kg）王者の菅原美優に挑戦し、2ラウンドにダウンを喫し判定負けで王座獲得に失敗した。
2022年6月25日、国立代々木競技場第二体育館で行われた「K-1 RING OF VENUS」の「K-1 WORLD GP初代女子アトム級王座決定トーナメント」に出場したが、1回戦でパヤーフォン・アユタヤファイトジムに判定で敗れた。
2024年1月1日、同じジムの西元也史と結婚したことを発表した。

## 戦績

### キックボクシング
| キックボクシング 戦績 | キックボクシング 戦績 | キックボクシング 戦績 | キックボクシング 戦績 | キックボクシング 戦績 | キックボクシング 戦績 | キックボクシング 戦績 |
| --------------------- | --------------------- | --------------------- | --------------------- | --------------------- | --------------------- | --------------------- |
| 46 試合               | (T)KO                 | 判定                  | その他                | 引き分け              | 無効試合              |                       |
| 40 勝                 | 4                     | 35                    | 1                     | 0                     | 0                     |                       |
| 7 敗                  | 0                     | 7                     | 0                     | 0                     | 0                     |                       |

| 勝敗 | 対戦相手                           | 試合結果           | 大会名                                                                                                   | 開催年月日     |
| ×    | パヤーフォン・アユタヤファイトジム | 3R終了 判定0-3     | K-1 RING OF VENUS 【K-1 WORLD GP初代女子アトム級王座決定トーナメント一回戦】                             | 2022年6月5日   |
| ×    | 菅原美優                           | 3R終了 判定0-3     | Krush.131 【Krush女子アトム級タイトルマッチ】                                                            | 2021年11月20日 |
| ○    | 菅原美優                           | 3R終了 判定2-0     | K-1 WORLD GP 2021 JAPAN ～K-1バンタム級日本最強決定トーナメント～                                        | 2021年5月30日  |
| ○    | 山田真子                           | 3R終了 判定3-0     | K-1 WORLD GP 2021 JAPAN ～K’FESTA.4 Day.2～                                                              | 2021年3月28日  |
| ×    | 高梨knuckle美穂                    | 3R終了 判定0-3     | K-1 WORLD GP 2020 JAPAN～K-1秋の大阪決戦～                                                               | 2020年9月22日  |
| ○    | TOMOMI                             | 3R終了 判定3-0     | SHOOT BOXING 2019 act.2                                                                                  | 2019年4月27日  |
| ○    | 寺山日葵                           | 3R終了 判定2-0     | SHOOT BOXING 2019 act.1                                                                                  | 2019年2月11日  |
| ○    | 山口遥花                           | 3R終了 判定3-0     | SHOOT BOXING 2018 act.4                                                                                  | 2018年9月15日  |
| ×    | イリアーナ・ヴァレンティーノ       | 3R終了 判定0-2     | SHOOT BOXING Girls S-cup 〜48kg世界トーナメント2018〜 【48kg世界トーナメント決勝戦】                     | 2018年7月6日   |
| ○    | ゲーオター・ポー.ムンペット        | 3R終了 判定3-0     | SHOOT BOXING Girls S-cup 〜48kg世界トーナメント2018〜 【48kg世界トーナメント準決勝】                     | 2018年7月6日   |
| ○    | イム・ソヒ                         | 3R終了 判定3-0     | SHOOT BOXING Girls S-cup 〜48kg世界トーナメント2018〜 【48kg世界トーナメント1回戦】                      | 2018年7月6日   |
| ×    | イム・ソヒ                         | 3R終了 判定0-3     | SHOOT BOXING 2018 act.2                                                                                  | 2018年4月1日   |
| ○    | MISAKI                             | 5R終了 判定2-0     | SHOOT BOXING 2018 act.1 【SB日本女子ミニマム級タイトルマッチ】                                           | 2018年2月10日  |
| ○    | 胡凱欣（ウー・ホイヤン）           | 5R終了 判定150-137 | Energy Fight×Shoot Boxing 【Energy Fight×Shoot Boxing48kg級王座決定戦】                                  | 2017年12月17日 |
| ○    | ペッディージャー・オーミークン     | 3R終了 判定3-0     | -SHOOT BOXING BATTLE SUMMIT- GROUND ZERO TOKYO 2017                                                      | 2017年11月22日 |
| ○    | ルンナパー・ポームァンペット       | 3R終了 判定3-0     | SHOOT BOXING 2017 act.4                                                                                  | 2017年9月16日  |
| ○    | ハンナ・タイソン                   | 3R終了 判定3-0     | SHOOT BOXING Girls S-cup 2017                                                                            | 2017年7月7日   |
| ○    | ヴィッキー・タン                   | 2R2分終了 TKO      | SHOOT BOXING 2017 act.2                                                                                  | 2017年4月8日   |
| ○    | クォク・ホイ・リン                 | 3R終了 判定0-0     | SHOOT BOXING 2017 act.1                                                                                  | 2017年2月11日  |
| ○    | Union朱里                          | 6R終了 判定3-0     | SHOOT BOXING WORLD TOURNAMENT S-cup 2016 【SB日本女子ミニマム級王座決定戦 】                             | 2016年11月11日 |
| ○    | 梅尾メイ                           | 3R終了 判定3-0     | SHOOTBOXING 2016 ヤングシーザー杯act.4                                                                   | 2016年10月9日  |
| ○    | 蓮珠DATE                           | 1R36秒終了 TKO     | SHOOT BOXING 2016 act.4                                                                                  | 2016年9月19日  |
| ○    | Union朱里                          | 4R終了 判定2-0     | SHOOT BOXING Girls S-cup2016 ~七夕ジョシカク祭り~ 【Girls S-cup48kgアジアトーナメント2016決勝戦 】       | 2016年7月7日   |
| ○    | ユリカGSB                          | 3R終了 判定3-0     | SHOOT BOXING Girls S-cup2016 ~七夕ジョシカク祭り~ 【Girls S-cup48kgアジアトーナメント2016一回戦 】       | 2016年7月7日   |
| ○    | MISAKI                             | 3R終了 判定3-0     | SHOOT BOXING ヤングシーザー杯 in 花やしき～ act.2                                                        | 2016年6月18日  |
| ○    | MARI                               | 3R終了 判定3-0     | THE LAST BOMB ナグランチューン・マーサM16引退記念試合                                                    | 2015年10月3日  |
| ○    | 紅絹                               | 4R終了 判定3-0     | SHOOT BOXING Girls S-cup 2015 -格闘女志- 【Girls S-cup 48kg日本トーナメント決勝戦 】                     | 2015年8月21日  |
| ○    | V.V Mei                            | 4R終了 判定3-0     | SHOOT BOXING Girls S-cup 2015 -格闘女志- 【Girls S-cup 48kg日本トーナメント準決勝】                      | 2015年8月21日  |
| ○    | 松下えみ                           | 3R終了 判定3-0     | SHOOT BOXING Girls S-cup 2015 -格闘女志- 【Girls S-cup 48kg日本トーナメント一回戦】                      | 2015年8月21日  |
| ○    | キル・ビー                         | 3R終了 判定3-0     | 女祭り 2015 ～J-GIRLS×SHOOT BOXING～                                                                     | 2015年5月24日  |
| ○    | 美保                               | 3R終了 判定3-0     | SHOOT BOXING2015～30th Anniversary～act.1                                                                | 2015年2月21日  |
| ○    | 華DATE                             | 3R終了 判定3-0     | SHOOT BOXING 2014 act.4                                                                                  | 2014年9月20日  |
| ×    | 山口友花里                         | 5R終了 判定1-2     | SHOOT BOXING Girls S-cup 2014 【Girls S-cup48kg日本トーナメント決勝戦】                                  | 2014年8月2日   |
| ○    | 紅絹                               | 3R終了 判定3-0     | SHOOT BOXING Girls S-cup 2014 【Girls S-cup48kg日本トーナメント一回戦】                                  | 2014年8月2日   |
| ○    | Eneos朱里                          | 3R終了 判定3-0     | SHOOT BOXING2014 act.1                                                                                   | 2014年2月23日  |
| ○    | キラッ☆Chihiro                     | 3R終了 判定2-0     | SHOOT BOXING2013 及川知浩引退イベント～完全相伝～                                                        | 2013年12月23日 |
| ○    | キラッ☆Yuuki                       | 1R1分09秒終了 KO   | ～ツヨカワGirls真夏の祭典～ SHOOT BOXING Girls S-cup2013日本トーナメント 【JKS48トーナメント2013決勝戦】 | 2013年8月3日   |
| ○    | COMACHI                            | 3R終了 判定3-0     | ～ツヨカワGirls真夏の祭典～ SHOOT BOXING Girls S-cup2013日本トーナメント 【JKS48トーナメント2013準決勝】 | 2013年8月3日   |
| ○    | 吉野楓香                           | 3R終了 判定3-0     | SHOOT BOXING2013 act.2 【JKS48トーナメント2013一回戦】                                                   | 2013年4月20日  |
| ×    | 紅絹                               | 4R終了 判定0-2     | SHOOTBOXING 2013 act.1                                                                                   | 2013年2月22日  |
| ○    | eneos朱里                          | 2R 1分09秒 TKO     | SHOOTBOXING WORLD TOURNAMENT Girls S-cup 2012 【JKS48決勝戦】                                            | 2012年9月25日  |
| ○    | 城侑沙                             | 3R終了 判定3-0     | SHOOTBOXING WORLD TOURNAMENT Girls S-cup 2012 【JKS48準決勝】                                            | 2012年8月25日  |
| ○    | 吉良優輝                           | 3R終了 判定3-0     | SHOOTBOXING 2012～Road to S-cup～act.2 【JKS48一回戦】                                                   | 2012年4月13日  |
| ○    | 大島つばき                         | 3R終了 判定2-0     | SHOOTBOXING 2012～Road to S-cup～act.1                                                                   | 2012年2月5日   |
| ○    | 井上明日香                         | 4R終了 判定3-0     | SHOOTBOXING SHOOT the SHOOTO 2011                                                                        | 2011年11月6日  |
| ○    | 明知真理子                         | 3R終了 判定3-0     | SHOOTBOXING 2011 act.4－SB172－                                                                          | 2011年9月10日  |
| ○    | 山田よう子                         | 1R1分52秒終了 反則 | SHOOTBOXING GIRLS TOURNAMENT Girls S-cup2011 日本予選                                                    | 2011年8月19日  |

### アマチュア総合格闘技
| 総合格闘技 戦績 | 総合格闘技 戦績 | 総合格闘技 戦績 | 総合格闘技 戦績 | 総合格闘技 戦績 | 総合格闘技 戦績 | 総合格闘技 戦績 |
| --------------- | --------------- | --------------- | --------------- | --------------- | --------------- | --------------- |
| 3 試合          | (T)KO           | 一本            | 判定            | その他          | 引き分け        | 無効試合        |
| 2 勝            | 1               | 0               | 1               | 0               | 0               | 0               |
| 1 敗            | 0               | 1               | 0               | 0               | 0               | 0               |

| 勝敗 | 対戦相手   | 試合結果                     | 大会名                             | 開催年月日     |
| ○    | 檜山美樹子 | 5分3R終了 判定               | 格闘代理戦争3rdシーズン            | 2018年12月29日 |
| ×    | 平田樹     | 1R 2:36 リアネイキドチョーク | 格闘代理戦争3rdシーズン 【準決勝】 | 2018年12月1日  |
| ○    | 梅原拓未   | 2R 4:12 TKO                  | 格闘代理戦争3rdシーズン 【1回戦】  | 2018年10月27日 |

## 獲得タイトル
- 初代SB日本女子ミニマム級王座

## 入場テーマ曲
- 「shooting star」 - CREAM

## 出演

### テレビ
- 格闘代理戦争3rdシーズン（AbemaTV、毎週土曜日よる10時放送、2018年10月6日〜12月29日）
- 22/7 計算中 #22（TOKYO MX、毎週土曜日よる11時放送、2018年12月1日）

### ラジオ
- モーニング・ガーデン（FMおだわら、毎週月曜日〜火曜日あさ7時〜11時放送、2018年10月10日）

### 雑誌
- KAMINOGE vol.83（東邦出版、2018年11月号）